# Garfield (personatge)
Garfield és un personatge de ficció i el protagonista que dona nom a la tira de còmic Garfield, creada per Jim Davis. La tira se centra en Garfield i el retrata com un gat tigrat taronja, gandul, gras i cínic. A ell li encanta la lasanya i el cafè, i alhora odia els dilluns, en Nermal i les panses. Garfield relaciona amb molts per la seva passió pel menjar, per la seva habilitat a menjar en excés i la seva manca de motivació per sortir. El seu hobby preferit és dormir i per ell "Diet is 'die' with a 'T'." (literalment 'Dieta és 'morir' amb una 'T'; joc de paraules amb les paraules "die", morir, i 'diet', dieta). També diu repetidament "Odio els dilluns".
Garfield va néixer el 19 de juny de 1978 a la cuina del restaurant italià Mamma Leoni i pesava recent-nascut 5 lliures i 6 unces. Només nàixer ja li encantava la lasanya. Des de llavors, sempre ha tingut predilecció pel menjar. Tanmateix, el propietari del restaurant Mamma Leoni ha d'escollir entre quedar-se en Garfield o abaixar la persiana del restaurant per manca de pasta; així doncs, Garfield és venut a una botiga d'animals. Més endavant, Garfield es troba accidentalment amb la seva mare de nou la Nit de Nadal i es troba amb el seu avi (al costat de la seva mare) per primera vegada.

## Nom
Jim Davis va escollir el nom de Garfield pel seu avi, James Garfield Davis, el qual va ser anomenat President James A. Garfield. Segons una entrevista amb Jim Davis en el segon llibre recopilatori de Garfield, Garfield Gains Weight, el nom "Garfield" li fa pensar en "... Un gat gras...o en un Sant Bernard... o una línia neta de roba interior tèrmica".

## Actors de veu
Diversos actors han interpretat en Garfield en les diferents aparicions d'aquest personatge en les pantalles:
- Scott Beach - un spot televisiu breu, Fantastic Funnies (1980).
- Lorenzo Music - 1982-2000; en especials de TV i a Garfield i els seus amics.
- Bill Murray - 2004-2006; en les pel·lícules mixtes (live-action/animació).
- Franc Welker - 2007-2020; A la sèrie de TV The Garfield Show i Garfield Gets Real, Garfield's Fun Fest, Garfield's Pet Force.
- Chris Pratt - 2024 Garfield: La pel·lícula